# Erich Meyer
Erich Meyer (né en 1951) est un ingénieur autrichien, également astronome amateur.
Le Centre des planètes mineures le crédite de la découverte de 22 astéroïdes, dont 8 avec un co-découvreur, effectuée entre 1996 et 2005. Toutes les découvertes ont été effectuées depuis l'observatoire privé Meyer-Obermair (it) qu'il gère en collaboration avec Erwin Obermair à Davidschlag (municipalité de Kirchschlag bei Linz en Autriche). De plus, il a contribué à la découverte de six autres astéroïdes entre 1996 et 2005, qui ont été considérées comme des découvertes attribuées au site de l'observatoire Davidschlag par l'Union astronomique internationale.
Meyer est membre de la société astronomique de Linz (Linzer Astronomische Gemeinschaft). Ses observations les plus importantes concernent l'astrométrie précise de la comète Shoemaker-Levy 9, qu'il a observée avec Erwin Obermair et Herbert Raab en 1993. Ces observations ont contribué de façon significative à la prédiction ultérieure de l'impact de cette comète sur la planète Jupiter.
L'astéroïde (7940) Erichmeyer a été nommé en son honneur.

## Astéroïdes découverts
| (9236) Obermair                     | 12 mars 1997      |
| (13682) Pressberger[1]              | 10 août 1997      |
| (14057) Manfredstoll[2]             | 15 janvier 1996   |
| (14977) Bressler                    | 26 septembre 1997 |
| (15949) Rhaeticus[2]                | 17 janvier 1998   |
| (15955) Johannesgmunden             | 26 janvier 1998   |
| (16802) Rainer                      | 25 septembre 1997 |
| (24916) Stelzhamer                  | 7 mars 1997       |
| (26355) Grueber                     | 23 décembre 1998  |
| (29427) Oswaldthomas                | 7 mars 1997       |
| (43955) Fixlmüller[2]               | 6 février 1997    |
| (48681) Zeilinger[2]                | 21 janvier 1996   |
| (48801) Penninger                   | 22 octobre 1997   |
| (58499) Stüber[2]                   | 3 novembre 1996   |
| (85411) Paulflora[2]                | 3 novembre 1996   |
| (96506) Oberösterreich              | 26 juillet 1998   |
| (100417) Philipglass                | 7 mars 1996       |
| (100485) Russelldavies[2]           | 3 novembre 1996   |
| (130078) Taschner                   | 26 novembre 1999  |
| (137632) Ramsauer                   | 26 novembre 1999  |
| (318723) Bialas                     | 8 septembre 2005  |
| 1. avec H. Raab 2. avec E. Obermair |                   |